# أدولفو مارتين غونزاليس
أدولفو مارتين غونزاليس (بالإسبانية: Adolfo Martín González)‏ هو لاعب كرة قدم إسباني، (و. 1910 – 1975 م). لعب مع ريال بيتيس.